# Aconitum longipedicellatum
Aconitum longipedicellatum là một loài thực vật có hoa trong họ Mao lương. Loài này được Lauener mô tả khoa học đầu tiên năm 1963.